# Anna Baumann-Schosland
Aenne Baumann-Schosland, geborene Schosland (* 11. Januar 1886 in Berlin; † 12. November 1972 in Überlingen), war eine deutsche Politikerin. In der Sowjetischen Besatzungszone gehörte sie in Sachsen-Anhalt zu Mitbegründerinnen des DFD. Sie vertrat außerdem die CDU als Abgeordnete im Deutschen Volksrat und in der Provisorischen Volkskammer.  Sie flüchtete 1953 aus der DDR.

## Leben
Baumann-Schosland wurde 1886 in Berlin als Tochter eines Bankbeamten geboren. Nach ihrer Schulzeit lernte sie den Maler Max Baumann kennen, den sie 1913 in Berlin heiratete. Das Paar zog anschließend nach Berlin. 1922 und 1923 gebar Baumann-Schosland jeweils ein Kind. Beide Kinder kamen im Zweiten Weltkrieg um. Ende der 1920er Jahre zog die vierköpfige Familie nach Dessau, wo Max Baumann als Maler tätig war. Er fiel offensichtlich bereits 1939 beim Überfall auf Polen, da seine Frau später in den Archiven als Kriegerwitwe geführt wurde. In Dessau arbeitete Baumann-Schosland als Lehrerin. Im Verlauf des Zweiten Weltkrieges arbeitete Baumann-Schosland zeitweilig auch in Schlesien. Auf der Flucht vor der Roten Armee kehrte sie über Dresden nach Dessau zurück.
Dort bekam sie nach Wiederaufnahme des Schulbetriebes im Herbst 1945 an der 4. Dessauer Volksschule wieder eine Anstellung als Lehrerin und Musik-Erzieherin. Im gleichen Jahr begann sich Baumann-Schosland auch politisch zu engagieren. Sie gehörte am 11. September 1945 zu den Mitbegründern der Dessauer Ortsgruppe der CDU und gehörte von Beginn an bis zu ihrem Parteiausschluss 1953 auch dem Vorstand der Ortsgruppe an. Darüber hinaus gehörte sie nach seiner Konstituierung auch dem CDU-Kreisvorstand Dessau an, in dem sie bis 1948 als Kreisfrauenreferentin wirkte. Nach den ersten Kommunalwahlen im September 1946 vertrat sie die CDU im Dessauer Stadtrat, dem sie bis 1953 angehörte. Nachdem Baumann-Schosland sich ab 1945 bereits in der CDU um Frauenthemen kümmerte, engagierte sie sich zusätzlich ab 1947 im neu gegründeten Demokratischen Frauenbund Deutschlands (DFD). Sie wurde als Mitglied in den ersten DFD-Kreisvorstand Dessau und 1948 zur 2. DFD-Landesvorsitzenden von Sachsen-Anhalt gewählt. Durch diese Funktion gehörte Baumann-Schosland ab 1948 bis zu ihrem Ausschluss auch dem DFD-Bundesvorstand an, in den sie auf dem 2. DFD-Bundeskongress im Mai 1948 gewählt wurde, was ihre Bedeutung auch innerhalb der CDU stärkte, da Funktionsträger der sogenannten Blockparteien in den Massenorganisationen in der Minderheit waren. Im gleichen Jahr wurde sie auf dem CDU-Landesparteitag in den CDU-Landesvorstand von Sachsen-Anhalt gewählt, dem sie bis 1952 angehörte. Die Parteitagsdelegierten entsandten sie auch auf den 2. Volkskongreß wo, sie als Mitglied in den 1. Deutschen Volksrat gewählt wurde. In der Folge gehörte sie auch dem 2. Deutschen Volksrat und der Provisorischen Volkskammer bis Oktober 1950 als Mitglied an. Beruflich wechselte Baumann-Schosland 1948 ihr Betätigungsfeld, sie wurde zur Schulleiterin der 9. Volksschule Dessau ernannt, die sie bis 1950 oder 1951 leitete.
Wegen angeblich christlicher Beeinflussung der Schüler wurde Baumann-Schosland von ihrem Amt als Schulleiterin entbunden und musste an die 10. Dessauer Volksschule wechseln, wo sie zumindest als Musiklehrerin weiter arbeiten durfte. Von Seiten ihrer Partei gab es bei diesem Vorgang keine Unterstützung, da diese nach der Gleichschaltung zur Blockpartei nun das SED-Regime unterstützte. Auf dem IV. DFD-Bundeskongress im Mai 1952 kam es dann zum Eklat, als Baumann-Schosland dort in Gesprächen erklärte, dass die vielen Ovationen für Stalin und die SU sie auf Dauer nicht mitmachen könnte. Dies Äußerung führte zunächst dazu, dass sie nicht wieder in den DFD-Bundesvorstand gewählt wurde. In der Folge wurde sie im Juli 1952 aus dem DFD ausgeschlossen. Allerdings schloss sich die CDU zunächst dieser Auffassung nicht an und beließ Baumann-Schosland in ihren Ämtern. Durch Umstellung der Verwaltungsgliederung in der DDR von Länder auf Bezirke im Juli 1952 und der sich daraus anschließenden Angleichung der Parteistrukturen schied Baumann-Schosland zunächst nur aus dem im August 1952 aufgelösten CDU-Landesvorstand Sachsen-Anhalt aus. Beruflich hatte ihre Äußerung im September desselben Jahres größere Konsequenzen; die bereits 66-jährige Pädagogin wurde fristlos aus dem Schuldienst entlassen. Erst nach der Verhaftung des CDU-Mitgliedes und Außenministers der DDR Georg Dertinger am 15. Januar 1953 begann die CDU, parteiintern auf eilig einberufenen Funktionärskonferenzen der noch jungen Bezirksvorstände nach dem von der SED vorgelebten und eingeforderten Muster von Kritik und Selbstkritik die Arbeit ihrer Parteiorganisation zu überprüfen. Aber selbst auf der entsprechenden Konferenz des CDU-Bezirksvorstandes Halle am 29. Januar 1953 wurde Baumann-Schosland, immer noch Mitglied des CDU-Kreisvorstandes Dessau wegen der Vorgänge im DFD nicht gemaßregelt. Erst nach einem Artikel im offiziellen Parteiblatt Neue Zeit am 6. Februar 1953 in dem unter der Überschrift Worüber man hätte sprechen müssen – Notwendige Kritische Betrachtungen zur Bezirkskonferenz des Bezirkes Halle – Nicht nur Kritik nach oben, sondern auch Selbstkritik, in dem die Tätigkeit des am 1. Dezember 1952 gegründeten Untersuchungsausschuss des CDU-Bezirksvorstandes Halle scharf kritisiert wurde, wurde Baumann-Schosland am 8. Februar 1953 aus der CDU ausgeschlossen. Nachdem sie von einem ehemaligen Schüler, der nun als Angehöriger der DVP tätig war, vor einer bevorstehenden Verhaftung gewarnt wurde, floh Baumann-Schosland im März 1953 nach West-Berlin. Einige Zeit später übersiedelte sie nach Überlingen an den Bodensee, wo sie ihre letzten Jahre verbrachte. Baumann-Schosland starb im Alter von 86 Jahren.